# Brehov
Brehov este o comună slovacă, aflată în districtul Trebišov din regiunea Košice. Localitatea se află la altitudinea de 111 m deasupra n.m., se întinde pe o suprafață de 7,9 km2 și în 2017 număra 601 locuitori.

## Istoric
Localitatea Brehov este atestată documentar din 1309.

## Demografie
| An:                | 1994 | 2004   | 2014   | 2024 |
| ------------------ | ---- | ------ | ------ | ---- |
| Număr de persoane: | 671  | 637    | 600    | 564  |
| Diferență:         |      | −5,06% | −5,80% | −6%  |

| An:                | 2023 | 2024   |
| ------------------ | ---- | ------ |
| Număr de persoane: | 576  | 564    |
| Diferență:         |      | −2,08% |